# Partamona vicina
Partamona vicina är en biart som beskrevs av Camargo 1980. Partamona vicina ingår i släktet Partamona och familjen långtungebin. Inga underarter finns listade i Catalogue of Life.